# Родионов, Александр Данилович

Т. Д. Лысенко со своими сотрудниками в Одессе в 1938 г. В первом ряду слева направо: И. И. Презент, Т. Д. Лысенко, жена Д. А. Долгушина. Во втором ряду — Б. А. Глущенко (жена И. Е. Глущенко), И. Е. Глущенко, А. Д. Родионов, тогда директор ВСГИ, жена Т. Д. Лысенко, селекционер пшеницы Д. А. Долгушин

Александр Данилович Родионов — директор Всесоюзного селекционно-генетического института (ВСГИ) (1938—1952), дважды лауреат Сталинской премии (1949, 1951).

## Биография
К сожалению, даты рождения и смерти выяснить не удалось (приблизительно 1900—1970).
Согласно автобиографии, «со средним самообразованием», то есть не имел законченного среднего образования.
Разнорабочий, с 1931 г. научный сотрудник, с 1934 г. заместитель директора, с 1938 года директор ВСГИ (Одесса) (сменил в этой должности Трофима Денисовича Лысенко) (до 1935 года Украинский генетико-селекционный институт). В период его руководства в 1940 году институт был награждён орденом Трудового Красного Знамени.
С 1952 до 1960-х гг. заведующий отделом лесонасаждения (в должности директора ВСГИ его сменил Анатолий Васильевич Пухальский).

## Награды и звания
Сталинская премия 1949 года (в составе коллектива) — за размножение и внедрение производство высокоурожайного засухоустойчивого сорта озимой пшеницы «Одесский № 3» и ярового ячменя «Одесский № 9» и «Одесский № 14».
Сталинская премия 1951 года (в составе коллектива) — за научно-производственную разработку вопросов гнездового способа посева леса.